# بلا مافیا
بلا مافیا (به انگلیسی: Bella Mafia) فیلم تلویزیونی است محصول سال ۱۹۹۷ به کارگردانی دیوید گرین. در این فیلم بازیگرانی همچون ونسا ردگریو، دنیس فارینا، ناستاسیا کینسکی، جنیفر تیلی، ایلیانا داگلاس، جیمز مارسدن، جینا فیلیپس، ریچارد پورتنو، فرانکو نرو، پیتر بوگدانوویچ و تونی لو بیانکو ایفای نقش کرده‌اند.